# 束髪

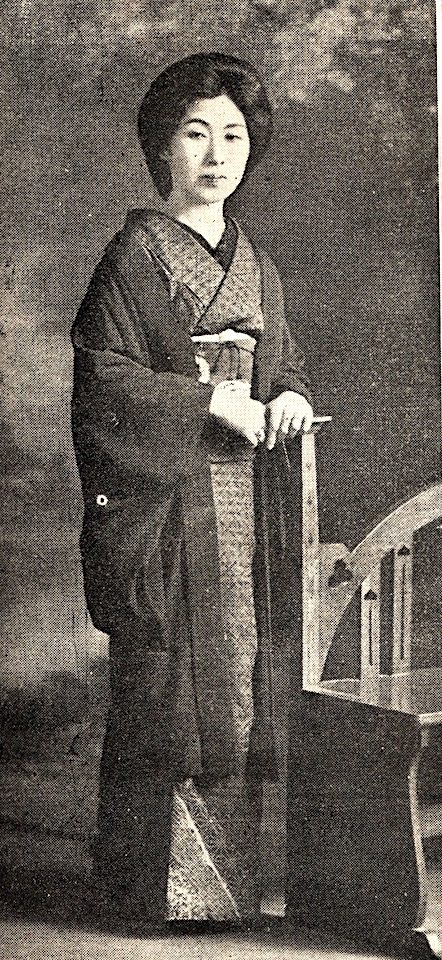
束髪の四王天延孝夫人（1920年）

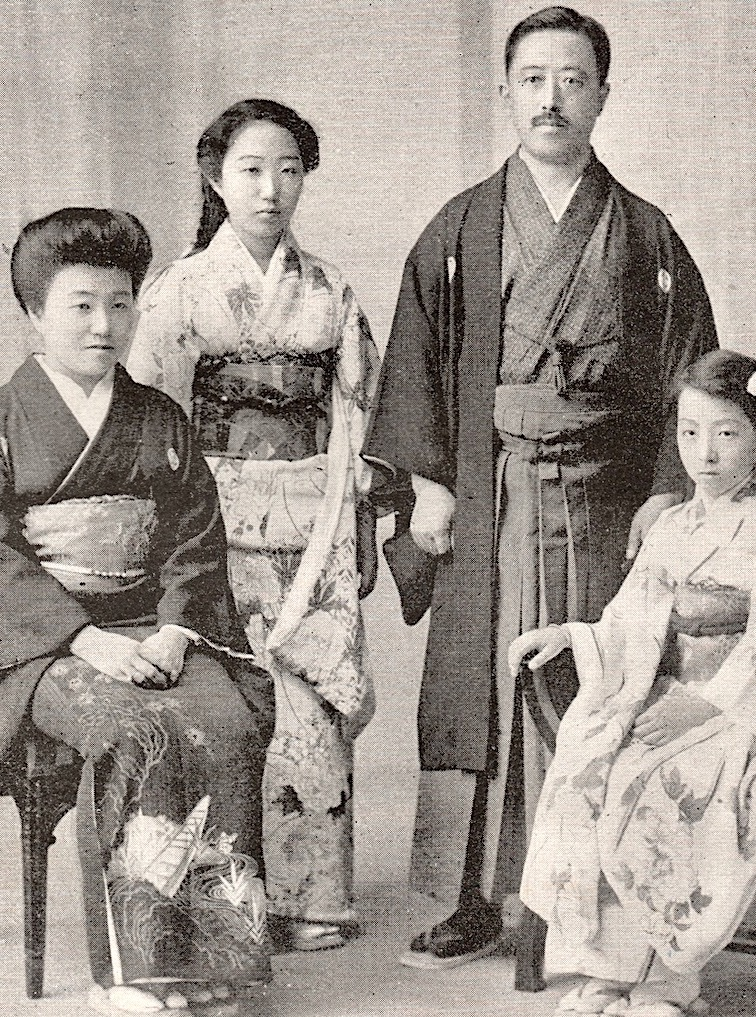
左端の女性の髪型が束髪の一種（1920年）

束髪（そくはつ）とは女性の髪形の一種。明治時代に洋髪の影響を受けて生まれた簡便な結髪で、手間のかかる従来の日本髪に対して考案され、新時代を象徴した。

## 概要
文明開化の影響から、西洋婦人の髪形にヒントを得て、明治ごろ「鹿鳴館時代」と呼ばれた時期に上流階級の女性の間に登場した髷の一群である。明治から大正期にかけて日本髪と並んで普及した。従来の日本髪は不便、不潔、不経済であるとして、日本女性の風俗改良を目的に、医師の渡辺鼎、石川暎作らによって提唱され、1885年に結い方や具体例が発表されると、手軽に自分で結え、和服にも合うとして瞬く間に流行した。西洋上げ巻、西洋下げ巻、イギリス巻き、イタリア結び、マーガレット、花月巻き、夜会巻き、S巻き、二百三高地、耳隠しなど種々のものが生まれた。
束髪の大流行により、1890年代ごろには銀座の木村屋で、束髪のマゲの形に似せてクルクルと生地を巻いて中に干しぶどうを入れた甘い「束髪パン」なるものを発売していた。

## 束髪は「文化的」か
明治十八年に、従来の結髪に油を大量に使う日本髪が衛生上問題があり、不経済かつ不便で文化的ではないとして医師の渡部鼎らが「日本婦人束髪会」を設立。束髪普及のために配布したパンフレットによって全国に普及したが、流行の常として結い方が複雑化するうちに整髪料を多用したり長い間髪形が崩れるのを嫌って洗髪をしないことが多くなりかえって衛生上に問題が起こった。

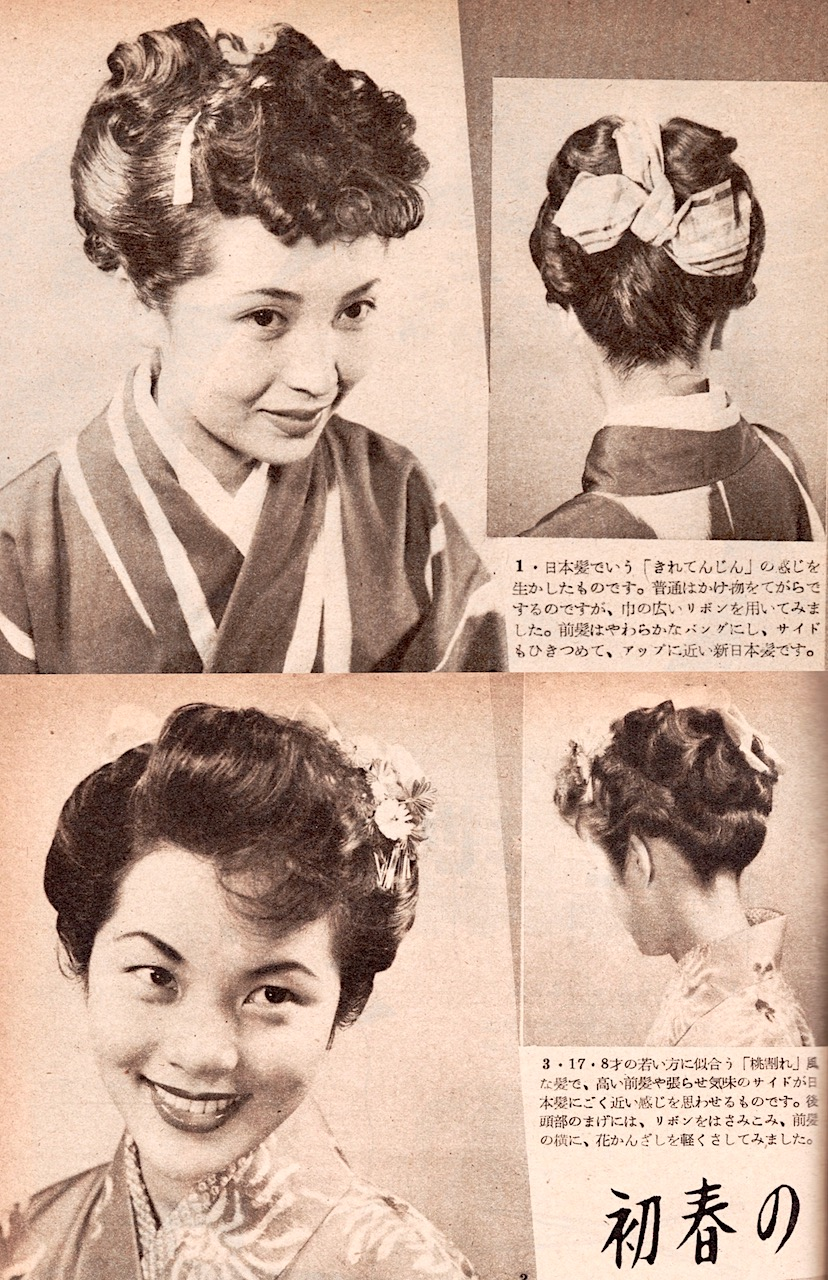
新日本髪（1953年）

昭和に入るとそのような西洋偏重の傾向に疑問が持たれ、大量の整髪料を使わず簡単に結える「新日本髪」が発明され一種の復興運動が起こった。日本画の巨匠の１人で美人画に非凡な才能を発揮した上村松園はとくに日本髪の美を愛し、「耳隠し」「行方不明」などの束髪に使われる皮膚に危険な薬品や焼き鏝で髪を縮らせるパーマネントに疑問を投げかけている。

## 庇髪

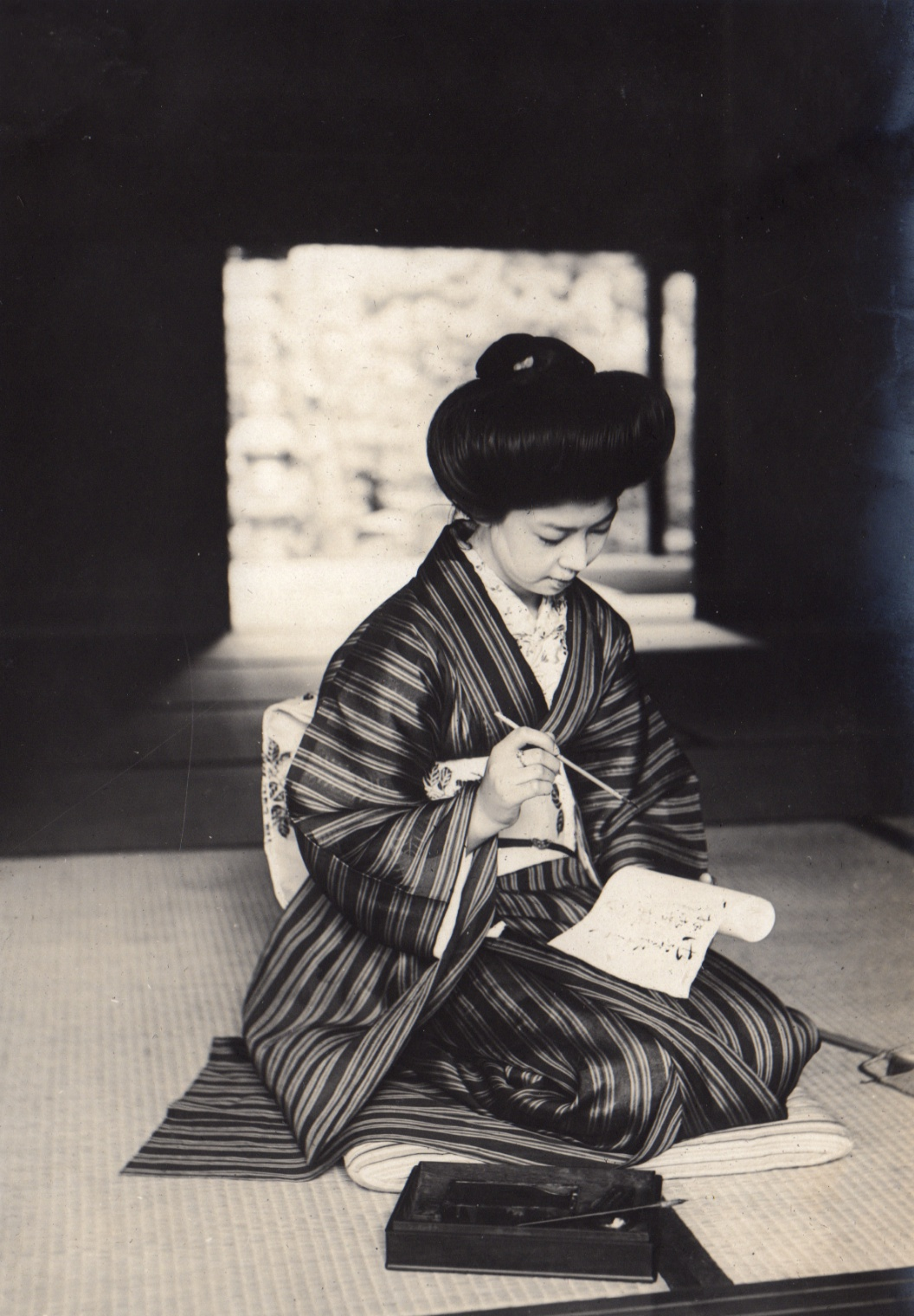
庇髪の女性（1911年）

いわゆる「ア・ラ・ポンパドゥール」という王制フランスの宮廷で起こった流行の中で誕生した髪形を真似たものであり、その影響で前髪を高く膨らませる形が発展して大正ごろ髪全体がターバンでもかぶったように膨らんで見える「庇髪（ひさしがみ）」へと変遷していった。明治30年代ごろ、女優の川上貞奴が始めてから、大正の初めにかけて流行し、女学生が多く用いたことから、庇髪は女学生の異称ともなった。

## 女優髷
大正時代、新派の女優たちが始めた束髪のひとつ。それまでの束髪には欠かせなかった庇部分のボリュームを出すための詰め物を入れず、鬢付け油も使わない自由度の高い髪型。新派女優の山川浦路の広すぎる額に似合う髪型として、天平時代の結髪を真似て、夫で俳優の上山草人が考案したとされる。